# تويتة (زحلة)
التويتي أو تويتة هي إحدى القرى اللبنانية الصغيرة من قرى قضاء زحلة في محافظة البقاع. تتبع إداريا وخدماتيا لبلدية ومدينة زحلة، مركز القضاء والمحافظة. تبعا للمرسوم الاداري المعني بتقسيم لبنان الى مدن وبلدات وقرى ومناطق عقارية فان منطقة التويتة العقارية ذات الرقم 81 هي من الاكبر في قضاء زحلة. التويتة ومنطقتها تصل مدينة زحلة واراضيها بقضاءي المتنين اي بجبل لبنان. تبعد التويتة عن بيروت 60 كم وترتفع القرية عن سطح البحر 1300 مترا. اما أراضيها فيتراوح ارتفاعها من 950 مترا عند بلدتي جديتا وتعلبايا الى 1800 مترا عند اطراف بلدتي ترشيش وكفرسلوان وعلى حدود قضاءي المتن الشمالي والجنوبي.
القرية تم تاسيسها منذ اكثر من 200 عام كمصيف على يد عاءلة الرياشي وهي عاءلة روم ملكيين كاثوليك ومتجذرة في بلدة الخنشارة ألمتنية. الرياشيون لا يزالون يملكون معظم اراضي القرية. كذلك يملك أهالي بلدة كفرسلوان مشاعات بلدة التويتة الخمسة وهي عقارات كبيرة جلها من الجبال والوديان الجميلة والمطلة على سهل البقاع. وكانت لفترة طويلة اشبه بالمحمية الراءعة والفريدة.
للاسف الشديد وبدءا منذ عام ،1984 ابتلت القرية وجبالها ووديانها الخام هذه بطاعون الكسارات والمقالع التي دمرت وشوهت الطبيعة والبيءة ولوثت وقتلت كل شيء فيها. من الكريم الى الارزاق وخربت المنازل ولوثت الرض والهواء والماء. فحولت القرية ومحيطها الى صحراء قاحلة وفجوات قبيحة في الجبال والوديان... حاليا عددها 6 وهي الاكبر والأكثر ضررا بين جميع مقالع وكسارات لبنان ال 1400. جميع كسارات التويتة ومقالعها غير شرعية وغير مرخصة وقانونيا ونظريا ممنوعة من العمل. ولكنها للاسف تعمل غصبا عن القانون وبالقوة. فهي تستمر بتفجير التونالات وبالطحن والتكسير والتحميل والنقل من دون اي حق او ترخيص ... كسارات التويتة هي المثال الاوقح للفساد البيءي المشتري المجرم. كسارات التويتة ومقالعها الستة لا تزال تلحق الضرر والتلوث الجسيمة والهاءل بقرية التويتة وباراضيها وطبيعتها.
جميع مالي ومشغلي كسارات التويتة ومقالعها عم أغراب عن القرية ولا يمتون لها باي صلة. وهم يسكنون في بلدة تعلبايا او مدينة زحلة.
حمى الله التويتة واهلها الفقراء الشرفاء. سلطتي القضاء والأمن النزيهتين مدعوتان للتدخل فورا لإيقاف هذه المجازر البيءية والحماية ما تبقى من بيوت واهالي وارزاق... رحمة بالعباد وبسلطة القانون!